# Jacques de Beaulieu

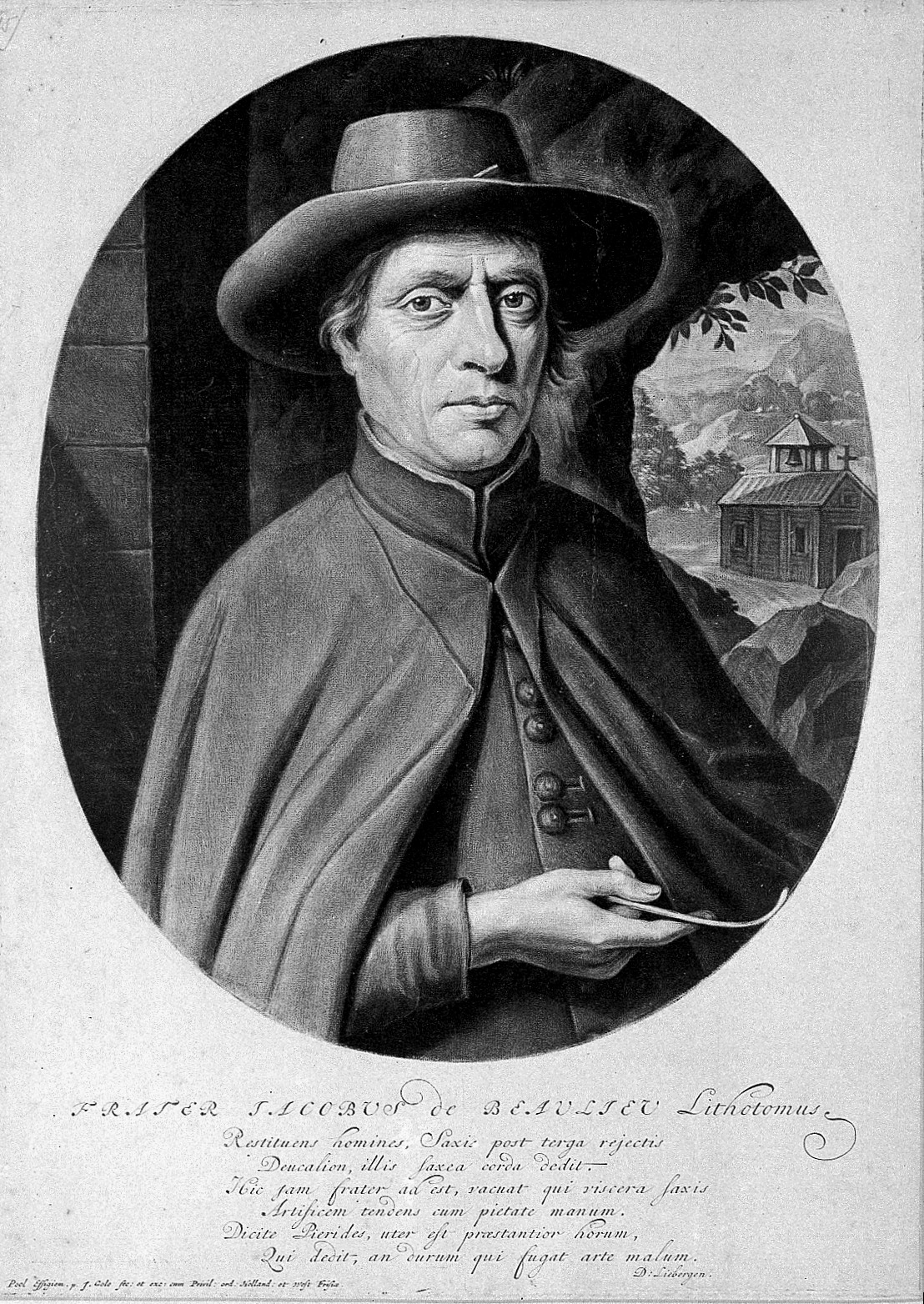
Jacques de Beaulieu

Jacques de Beaulieu, bekannt als Frère Jacques, auch Jacques Baulot, (Frère) Jacques Baulieu und im Deutschen auch (Frater/Bruder) Jacob (de) Beaulieu genannt (* 1651 in L'Étendonne bei Lons-le-Saunier, Franche-Comté; † 7. Dezember 1714 in Besançon) war ein französischer fahrender Chirurg (Steinschneider), der sich den Habitus eines Mönchs gab und zu den bedeutendsten Wundärzten Frankreichs gehörte.

## Leben
Beaulieu war der Sohn armer Bauern in der Franche-Comté (Freigrafschaft) in Ostfrankreich. Mit 16 Jahren wollte er dem Los seiner Herkunft entkommen. Als er erkrankte und in ein Hospital in Lons-le-Saunier gebracht wurde, versuchte er vergeblich, eine medizinische Ausbildung als Chirurg zu erhalten, und er wurde danach zunächst Soldat. Der für Steinoperationen bekannte venezianische Steinschneider Pauloni akzeptierte ihn als Lehrling und er reiste mit ihm sechs Jahre. Danach meinte er genug gelernt zu haben und ging nach Italien, um sich dort in Städten wie Venedig weiterzubilden. Bei der Rückkehr in die Provence praktizierte er als Steinschneider für rund zehn Jahre. In Marseille und Perpignan experimentierte er mit einer Vorform des lateralen Steinschnitts. 1690 beschloss er als Mönch aufzutreten in einer selbst entworfenen Kleidung, zu der er einen Hut trug. Er trat aber keinem der anerkannten Mönchsorden bei. Nachdem er als „Bruder Jakob“ (französisch Frère Jacques) vorwiegend arme Leute behandelt hatte, operierte er jetzt auch Wohlhabendere. Ein von ihm behandelter Kanoniker in Besancon gab ihm Empfehlungsschreiben an Kollegen in Notre Dame in Paris. Diese schätzten ihn als ehrbar und fromm ein, zumal er für eine Operation nur wenige Sous verlangte, wie er sagte, um seine Kleidung und Instrumente zu pflegen. Auf Vermittlung der Geistlichen durfte er seine Kenntnisse vor den versammelten Ärzten des Hotel Dieu an einer Leiche demonstrieren, um eine Lizenz zu erhalten.
Sein Vorgehen bei der von ihm eingeführten lateralen perinealen Schnittführung, dem Seitensteinschnitt, wurde dabei so beschrieben: Zunächst wurde ein Stein in die Blase eingeführt, den er entfernen sollte. Frère Jacques führte zunächst einen gekrümmten Metallstab (ohne Rille wie später zum Beispiel bei William Cheselden, der in England den lateralen Steinschnitt praktizierte). Mit ihm schob er den Stein auf die linke Seite. Dann machte er einen Einstich mit einem langen Skalpell (Bistouri) im Damm zwei Finger vom Tuber ischiadicum (einem paarigen Höcker des Sitzbeins), den er bis zur Blase führte. Die spätere Untersuchung zeigte, dass er zwischen den beiden Muskeln des Penis durchstach, ohne diese oder die Harnröhre zu verletzen. Danach führte er zunächst seinen Finger ein, um die Steine zu entfernen. Waren sie zu groß (er entfernte Steine bis zur Größe eines Hühnereis) benutzte er ein spezielles Instrument.
Die anwesenden Ärzte (wohl Guy-Crescent Fagon und Charles-François Félix de Tassy) erkannten zwar die verwendete Methode an (sie war auch der damals üblichen groben Methode eines Einschnitts in die Harnröhre unterhalb der Prostata mit dem apparatus major weit überlegen), verweigerten ihm aber einstimmig die Lizenz, da er die damals üblichen offiziellen Prozeduren bei Operationen nicht praktizierte. Frère Jacques verließ Paris enttäuscht und ging 1697 an den Hof in Fontainebleau, wo er Gehör bei einflussreichen Hofärzten fand, die ihn einen Schusterlehrling zur Probe operieren ließen. Die Operation war erfolgreich, und als der König Ludwig XIV. davon hörte, erhielt er von diesem doch noch die erhoffte Lizenz. Eine Zeitlang hatte er Erfolge und seine Operationen zogen so große Menschenmengen an, dass Soldaten für Ordnung sorgen mussten. Am 10. April 1698 starb ein 16-Jähriger nach einer Operation durch Frère Jacques im Hotel Dieu. Der leitende Arzt berichtete an den Erzbischof, dass bei acht von ihm beobachteten Operationen zwei Patienten starben, bei einem war das Rektum verletzt worden und bei einer Patientin die Vagina. Er durfte von da an nur unter Aufsicht operieren, wobei von 42 Patienten im Hotel Dieu und 18 im Hospital Charité 25 starben. Danach wurden ihm weitere Operationen verboten.
Weitere zeitgenössische Untersuchungen ergaben grobe Fehler, teilweise aufgrund mangelnder anatomischer Kenntnisse, fehlerhafte Diagnosen und schlechte Operationstechniken. Die damals von den anderen Ärzten verwandten Verfahren hatten allerdings mindestens ebenso schlechte Prognosen. Nach Beobachtungen eines englischen Arztes machten die Pariser Ärzte ihn zwar nieder, kopierten aber insgeheim seine Methoden. Der stets ruhig auftretende Frère Jacques ignorierte weitgehend die sonst übliche Behandlung vor oder nach der Operation (es war zum Beispiel üblich, den Patienten vorher zur Ader zu lassen) und pflegte zu sagen, wenn er den Stein entfernt habe, würde Gott schon für die Heilung sorgen.
1698 verließ er Paris und ging nach Orleans, Aachen und Amsterdam, wo er jeweils Operationen ausführte, die große Aufmerksamkeit fanden. In den Niederlanden wurde er auf Vermittlung des französischen Botschafters dem König vorgestellt. In den Niederlanden wurde die Methode dann von Frederik Ruysch und Johannes Jacobus Rau übernommen und weiterentwickelt.
In Frankreich hatte sich inzwischen der Leibarzt des Königs, Guy-Crescent Fagon, der selbst an einem Steinleiden litt, davon überzeugt, dass die Methode von Frère Jacques vielversprechend war, ließ ihn wieder nach Versailles kommen und unternahm mit ihm am Versailler Hospital viele experimentelle Operationen, um das Verfahren zu verbessern. So führte er einen gerillten Stab zur Manipulation der Steine ein. 1701 führten beide ihre Methode auch an Patienten am Krankenhaus (Charité) von Versailles öffentlich durch mit gutem Erfolg. Auch seinen eigenen Stein ließ Fagon entfernen, allerdings nicht wie gewünscht von Frère Jacques, sondern wegen des Einspruchs seiner Familie von einem anderen Chirurgen. Frère Jacques operierte 1702 auch einige vornehme Patienten wie den Baron von Saint Denis, ein Rückschlag erfolgte aber, nachdem der Marschall von Lorges nach einer Steinoperation durch Frère Jacques starb (um sicherzugehen, hatte er vorher Frère Jacques 22 arme Patienten operieren lassen).
1704 ging er wieder nach Amsterdam, wo er ebenso wie in Brüssel erfolgreich war. In Brüssel erhielt er (wie schon in Amsterdam) eine für ihn geprägte Goldmedaille und die Bürger sammelten für ihn eine hohe Geldsumme. Danach praktizierte er noch zehn Jahre in Genf, Nancy, Lüttich, Straßburg, Köln, Wien (wo ihn der Kaiser zu sich riefen ließ), Venedig, Padua und Rom, wo er vom Papst empfangen wurde. Auch in Frankreich durfte er nach einem 1707 erteilten Privileg wieder praktizieren. Im Alter kehrte er in sein Heimatgebiet zurück, wo er im Haus eines Freundes starb. In seinem Testament vermachte er viel Geld wohltätigen Zwecken. Seine goldenen Instrumente, die ihm in Holland geschenkt wurden, hatte er kurz vor seinem Tod einschmelzen lassen.
Im Lauf seiner Karriere von über 25 Jahren soll er rund 4500 Steinoperationen ausgeführt haben und 2000 wegen Hernien.
Eine bisweilen vermutete Beziehung zum Kinderlied Frère Jacques ließ sich nicht bestätigen.